# Ryan Hunter-Reay
Ryan Hunter-Reay (ur. 17 grudnia 1980 w Dallas) – amerykański kierowca wyścigowy, mistrz serii IRL IndyCar Series z 2012 roku.

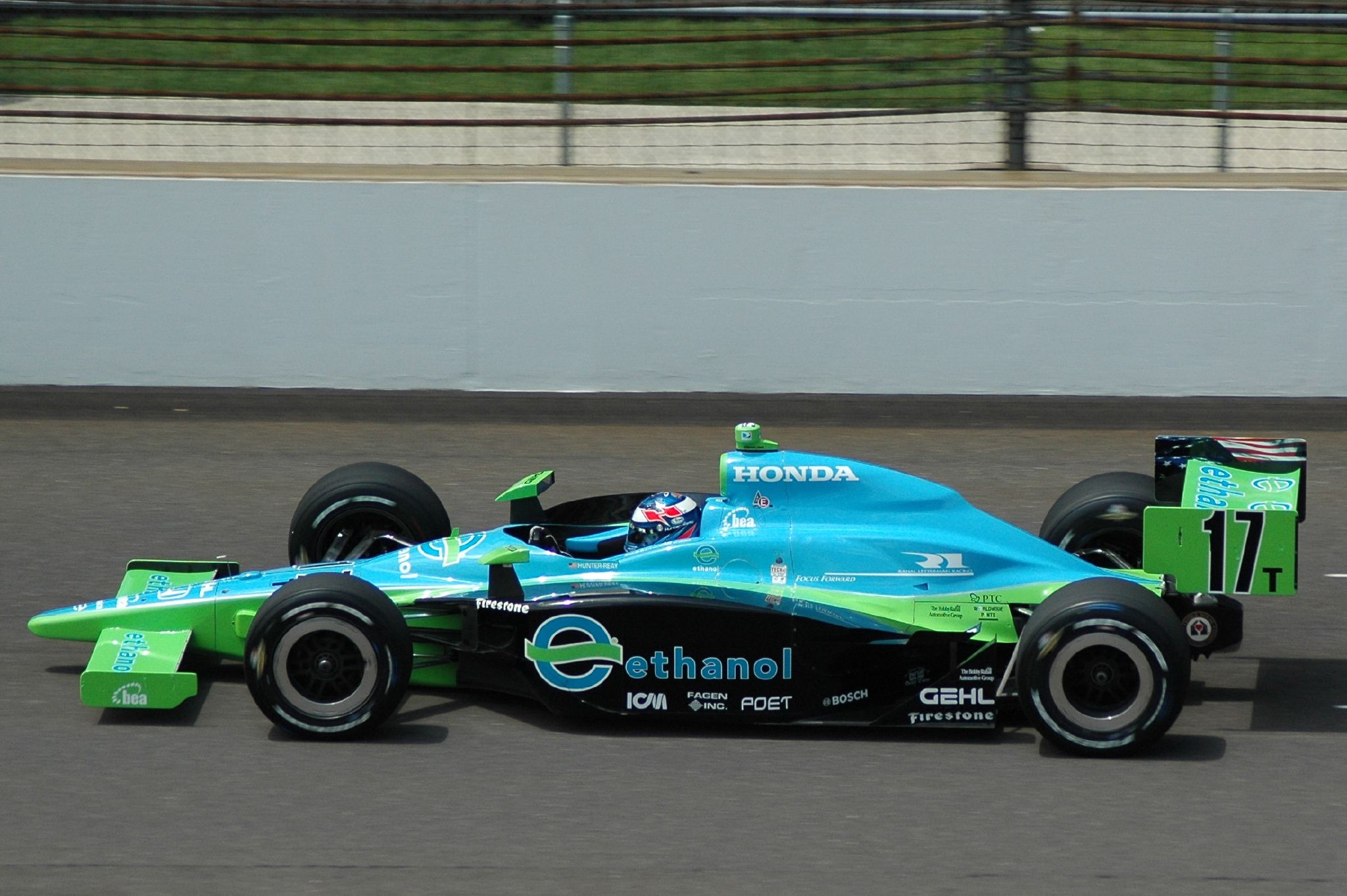
Podczas przygotowań do Indianapolis 500 w 2008

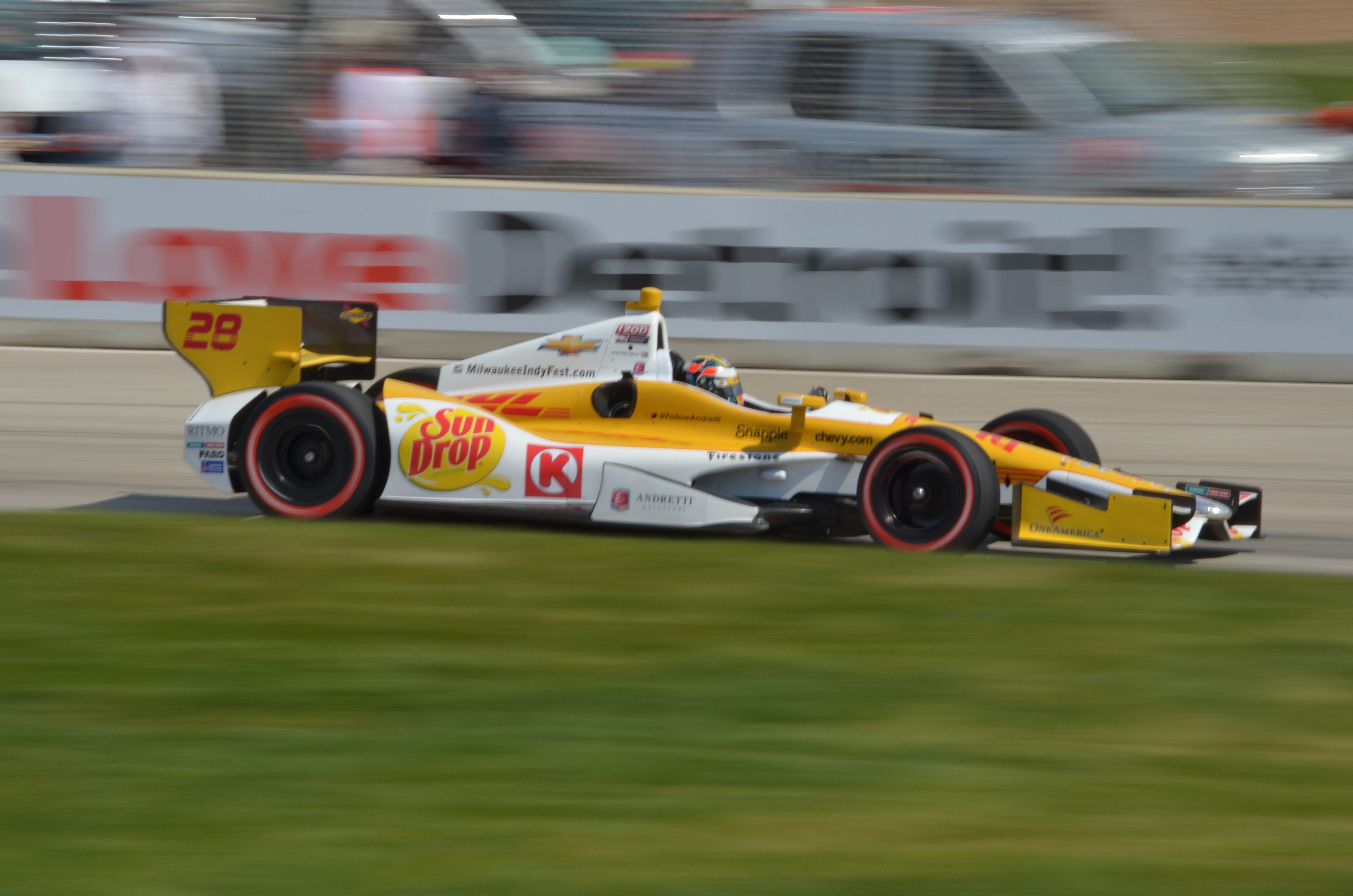
Hunter-Reay podczas wyścigu w Detroit w 2012

## Kariera

### Początki kariery
Po zdobyciu sześciu krajowych tytułów mistrzowskich w kartingu, wygrał stypendium pozwalające ścigać się w Formule Skip Barber Dodge Series. Zdobył w tej serii tytuł mistrzowski w 1999 roku. Kolejne dwa lata ścigał się w Barber Dodge Pro Series, a w 2002 roku wystartował w Formule Atlantic zajmując na koniec sezonu szóste miejsce.

### Champ Car
Dobre występy w pierwszym sezonie startów w Formule Atlantic, zwróciły na Hunter-Reaya uwagę szefów zespołów serii Champ Car. W 2003 roku wystartował w debiutującym w tej serii zespole American Spirit Team Johansson i pomimo niskiego budżetu oraz słabszego nadwozia udało mu się w pierwszym sezonie startów dwukrotnie stanąć na podium, w tym raz na najwyższym stopniu – w Surfers Paradise.
W sezonie 2004 Hunter-Reay przeszedł do zespołu Herdez Competition, dla którego zdobył pierwsze pole position i zwycięstwo. Cały sezon jednak był dość nieregularny i zakończył go na 9. miejscu. W kolejnym sezonie znalazł miejsce w zespole Rocketsports, który nie był zbyt konkurencyjny i najlepsze miejsce jakie udało mu się osiągnąć to szóste (w Toronto i w Denver).

### A1 Grand Prix i 24 godziny Daytony
W sezonie 2006/2007 Hunter-Reay pracował w amerykańskim zespole w serii A1 Grand Prix. Miał wystartować w Pekinie jednak problemy z torem ograniczyły czas treningów i Ryan nawet nie usiadł za kierownicą. Ostatecznie zadebiutował podczas nowozelandzkiej rundy w Taupō.
W styczniu 2007 wystartował w 24-godzinnym wyścigu Rolex 24 at Daytona razem z Jimem Matthewsem, Markiem Goossensem i mistrzem NASCAR z 2006 roku Jimmie Johnsonem. W początkowej fazie Pontiac, którym startowali prowadził w wyścigu, jednak późniejsze problemy z silnikiem sprawiły, że nie ukończyli zawodów.

### IRL Indycar Series
W drugiej części sezonu 2007 zespół Rahal Letterman Racing startujący w serii IndyCar ogłosił, że Ryan Hunter-Reay zastąpi Jeffa Simmonsa, którego zespół zwolnił po serii wypadków. Startując tylko w ostatnich sześciu wyścigach sezonu Ryan zapewnił sobie tytuł nowicjusza roku (Rookie of the year). Sezon 2008 to pierwszy pełny sezon w jego wykonaniu i również pierwsze zwycięstwo w tej serii (na torze Watkins Glen International). Ostatecznie zajął 8. miejsce w klasyfikacji generalnej, najlepsze spoza kierowców z trzech najsilniejszych zespołów.
Wszystko wskazywało na to, że sezon 2009 będzie kontynuował w zespole Rahal Letterman, jednak na początku roku zespół ogłosił, że z braku sponsorów nie przystąpi do rywalizacji. W tej sytuacji pomógł kontrakt z firmą odzieżową która została jednym z głównych sponsorów serii i na kilka dni przed rozpoczęciem sezonu ogłoszono, że Hunter-Reay wystartuje w drugim samochodzie zespołu Vision Racing. W pierwszym wyścigu sezonu sprawił sporą niespodziankę zajmując drugie miejsce (najlepszy wynik w historii zespołu Vision Racing), później jednak notował słabsze wyniki. 12 czerwca ogłoszono, że Hunter-Reay zastąpi kontuzjowanego Vítora Meirę w zespole A.J. Foyt Enterprises. W nowym zespole Ryan jeździł do końca sezonu zajmując najlepsze miejsce – czwarte – na torze w Lexington, a w klasyfikacji generalnej sezonu uplasował się na 15. miejscu.
W 2010 roku został kierowcą zespołu Andretti Autosport, dzięki wsparciu koncernu odzieżowego IZOD, równocześnie nowego sponsora tytularnego serii IndyCar. Początkowo nie miał zapewnionego pełnego programu startów, jednak bardzo dobre występy, w tym zwycięstwo w Long Beach sprawiły, że otrzymał możliwość startu we wszystkich wyścigach i w klasyfikacji sezonu zajął 7. miejsce. Sezon 2011 rozpoczął bardzo słabo. Dopiero w połowie roku uzyskał kilka lepszych wyników, w tym jedno zwycięstwo, co na koniec sezonu dało mu w klasyfikacji ponownie 7. miejsce.
Początek sezonu 2012 był dla Hunter-Reaya umiarkowanie dobry, natomiast w połowie sezonu stał się poważnym kandydatem do mistrzostwa po wygraniu trzech wyścigów z rzędu. O tytuł walczył z Willem Powerem do ostatniego wyścigu, ale ostatecznie to Ryanowi przypadł tytuł mistrzowski zdobyty różnicą zaledwie trzech punktów w klasyfikacji generalnej.

## Starty w karierze
| Sezon     | Seria              | Zespół                         | Starty | PP | Zwyc. | Punkty | Pozycja |
| --------- | ------------------ | ------------------------------ | ------ | -- | ----- | ------ | ------- |
| 2002      | Formuła Atlantic   | Hylton Motorsports             | 11     | 3  | 3     | 102    | 6.      |
| 2003      | CART               | American Spirit Team Johansson | 18     | 0  | 1     | 64     | 14.     |
| 2004      | Champ Car          | Herdez Competition             | 14     | 1  | 1     | 199    | 9.      |
| 2005      | Champ Car          | Rocketsports Racing            | 11     | 0  | 0     | 110    | 15.     |
| 2006/2007 | A1 Grand Prix      | A1 Team USA                    | 2      | 0  | 0     | 42     | 9.      |
| 2007      | IRL IndyCar Series | Rahal Letterman Racing         | 6      | 0  | 0     | 119    | 19.     |
| 2008      | IRL IndyCar Series | Rahal Letterman Racing         | 18     | 0  | 1     | 360    | 8.      |
| 2009      | IRL IndyCar Series | Vision Racing                  | 6      | 0  | 0     | 298    | 15.     |
| 2009      | IRL IndyCar Series | A.J. Foyt Enterprises          | 11     | 0  | 0     | 298    | 15.     |
| 2010      | IRL IndyCar Series | Andretti Autosport             | 17     | 0  | 1     | 445    | 7.      |
| 2011      | IRL IndyCar Series | Andretti Autosport             | 17     | 0  | 1     | 347    | 7.      |
| 2012      | IRL IndyCar Series | Andretti Autosport             | 15     | 1  | 4     | 468    | 1.      |
| 2013      | IRL IndyCar Series | Andretti Autosport             | 19     | 3  | 2     | 469    | 7.      |
| 2014      | IRL IndyCar Series | Andretti Autosport             | 18     | 1  | 3     | 563    | 6.      |
| 2015      | IRL IndyCar Series | Andretti Autosport             | 16     | 0  | 2     | 436    | 6.      |
| 2016      | IRL IndyCar Series | Andretti Autosport             | 16     | 0  | 0     | 428    | 13.     |

## Starty w Indianapolis 500
| Rok  | Nadwozie | Silnik    | Start | Wynik | Uwagi                 |
| ---- | -------- | --------- | ----- | ----- | --------------------- |
| 2008 | Dallara  | Honda     | 20    | 6     |                       |
| 2009 | Dallara  | Honda     | 32    | 32    | Wypadek               |
| 2010 | Dallara  | Honda     | 17    | 18    | Kolizja z M. Conwayem |
| 2011 | Dallara  | Honda     | 33    | 23    |                       |
| 2012 | Dallara  | Chevrolet | 3     | 27    | Zawieszenie           |
| 2013 | Dallara  | Chevrolet | 7     | 3     |                       |
| 2014 | Dallara  | Honda     | 19    | 1     |                       |
| 2015 | Dallara  | Honda     | 16    | 15    |                       |
| 2016 | Dallara  | Honda     | 3     | 24    |                       |
| 2017 | Dallara  | Honda     | 10    | 27    | Awaria silnika        |